# Foliícola

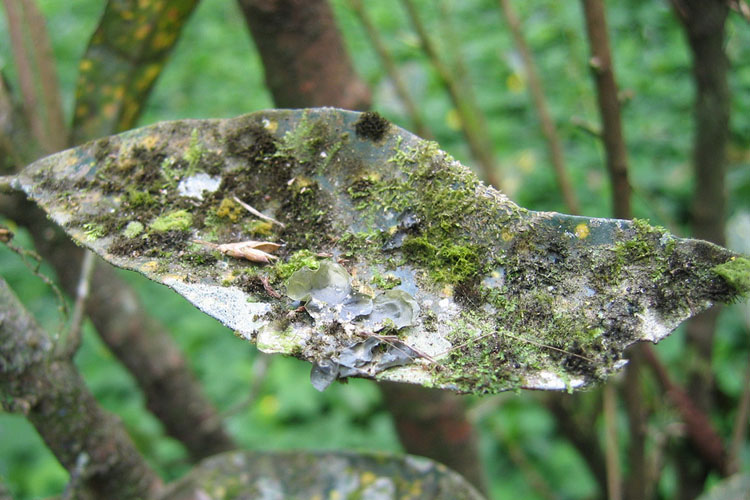
Líquenes folícolas sobre una hoja de un árbol de la selva amazónica cerca de Tena, Ecuador.

Se denomina foliícola al hábito de ciertas especies de líquenes, algas, y hongos que prefieren crecer sobre las hojas vivas de plantas vasculares.  Se encuentran ampliamente distribuidas por el mundo y se han identificado unas 700 especies de líquenes folícolas, la mayoría de los cuales crecen en los trópicos en regiones muy húmedas, en bosques de América del Sur, América del Norte, África y sureste de Asia.
Las especies de líquenes hábitat foliícola por lo general poseen una estructura costrosa; de esta forma su talo se encuentra en contacto íntimo con el substrato, formando una ostra.

## Familias selectas de líquenes foliícolas
- Gomphillaceae
- Pilocarpaceae
- Arthoniaceae
- Porinaceae
- Strigulaceae